# Calystegia occidentalis
Calystegia occidentalis es una especie de planta herbácea perteneciente a la familia de las convolvuláceas. Es conocida con el nombre común de chaparral false bindweed. Es originario de Norteamérica.

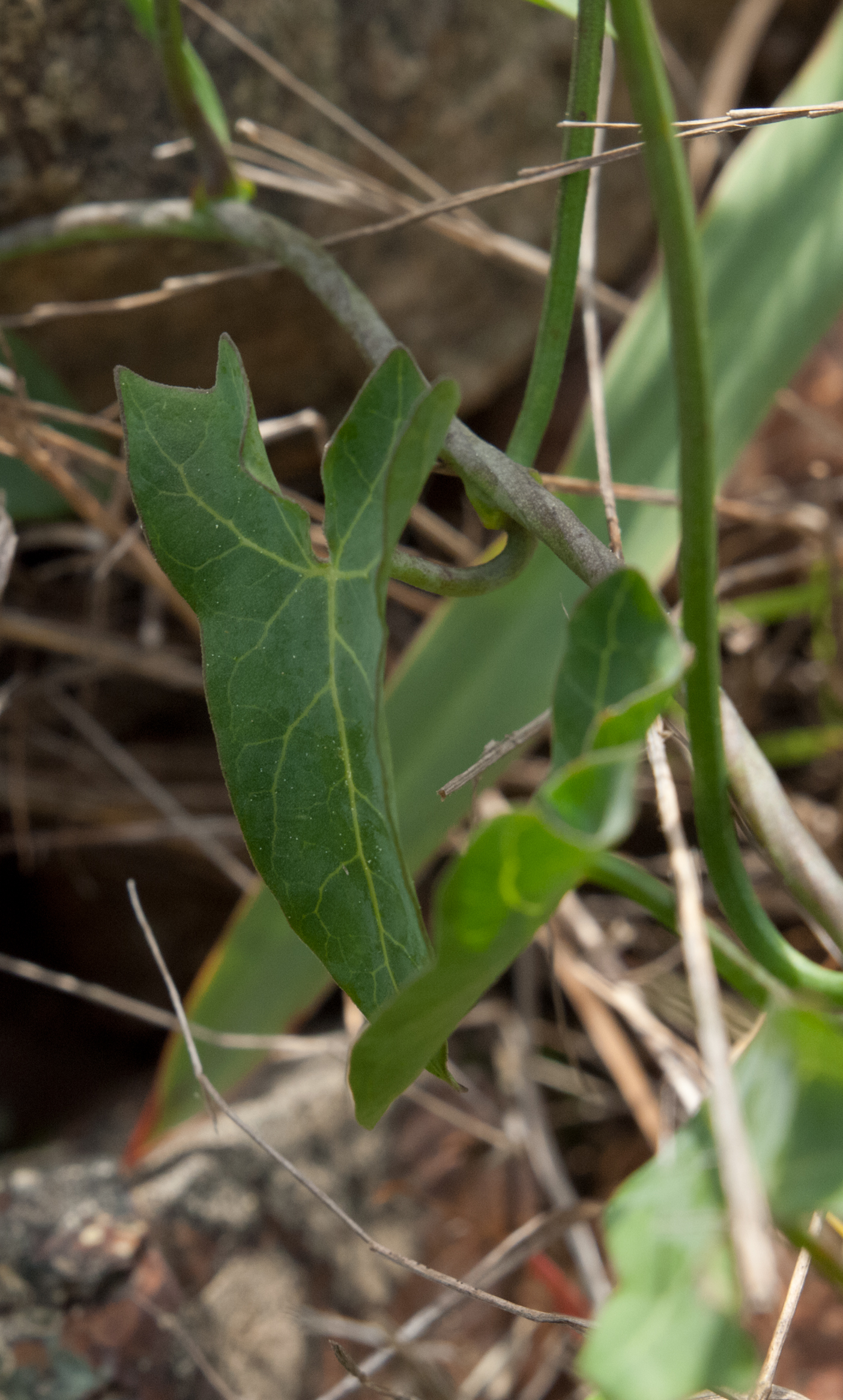
Detalle de las hojas

## Descripción
Es una hierba perenne leñosa , por lo general muy peluda en textura. Las hojas son pequeñas de hasta 4 centímetros de largo y lobuladas  en diversas formas, de pala  o punta de flecha.  La inflorescencia tiene de una a cuatro flores sobre un pedúnculo único, cada flor de 2 a 5 centímetros de ancho y de color blanco a crema o de color amarillo.

## Distribución y hábitat
Es nativo de California y Oregón, donde crece en colinas y el hábitat de montaña, como los bosques y laderas de chaparral.

## Taxonomía
Calystegia occidentalis fue descrita por (A.Gray) Brummitt y publicado en Annals of the Missouri Botanical Garden 52(2): 214. 1965.
Etimología
Calystegia: nombre genérico que deriva de las palabras griegas: kalux = taza y stegos = cubierta.
occidentalis: epíteto latíno que significa "del oeste"
Variedades aceptadas
- Calystegia occidentalis subsp. fulcrata (A. Gray) Brummitt
- Calystegia occidentalis var. tomentella (Greene) Brummitt

Sinonimia
- Calystegia occidentalis subsp. occidentalis
- Volvulus occidentalis (A. Gray) Farw.[3]